# Юйлинь (Гуанси)
Юйли́нь (кит. 玉林, пиньинь Yùlín, чжуанск. Yoglinz), ранее также Ватла́м (иер. 鬱林, кант.-рус. Ватлам, кит.-рус. Юйлинь; англ. Watlam) — городской округ в Гуанси-Чжуанском автономном районе КНР.

## Название
Историческое название этой местности — 鬱林, на кантонском языке это произносится как Ватлам (местн. [uat˥ lam˧˨]), что было отражено в почтовой романизации Watlam. На севернокитайском языке это слово читается как Юйлинь, из-за чего северные чиновники с эпохи Цин иногда записывали его как 玉林, что также читается как Юйлинь на севернокитайском, но на кантонском — как Юклам (местн. [ȵok˧˨ lam˧˨]).
В 1956 году место было официально переименовано в 玉林 (Юйлинь — Юклам), но местные жители старшего поколения иногда всё ещё используют название 鬱林 (Юйлинь — Ватлам).

## История
В 111 году до н.э., когда эти места вошли в состав империи Хань, был создан округ Юйлинь (鬱林郡). Во времена империи Тан он был преобразован в Юйлиньскую область (鬱林州). Во времена империи Цин область была в 1725 году была переведена в прямое подчинение властям провинции Гуанси, стай Юйлиньской непосредственно управляемой областью (鬱林直隸州). После Синьхайской революции в Китае была проведена реформа структуры административного деления, в ходе которой области были упразднены, и в 1913 году Юйлиньская непосредственно управляемая область была преобразована в уезд Юйлинь (鬱林縣).
После вхождения этих мест в состав КНР в конце 1949 года был образован Специальный район Юйлинь (鬱林專區) провинции Гуанси, состоящий из 6 уездов. В 1951 году Специальный район Юйлинь и специальный район Учжоу (梧州專區) были объединены, образовав Специальный район Жунсянь (容縣專區); уезд Гуйсянь при этом перешёл в состав Специального района Биньян (賓陽專區). В августе 1952 года к уезду Юйлинь был присоединён уезд Синъе.
В 1956 году уезд был переименован с 鬱林縣 (упр. 郁林县; кант. Ватлам, севернокит. Юйлинь) на 玉林縣 (упр. 玉林县; кант. Юклам, севернокит. Юйлинь).
В 1958 году провинция Гуанси была преобразована в Гуанси-Чжуанский автономный район. Специальный район Жунсянь был расформирован, и был создан Специальный район Юйлинь (玉林专区), состоящий из 8 уездов. В 1971 году Специальный район Юйлинь был переименован в Округ Юйлинь (玉林地区).
Постановлением Госсовета КНР от 8 октября 1983 года уезд Юйлинь был преобразован в городской уезд.
В 1988 году уезд Гуйсянь был преобразован в городской уезд Гуйган.
В 1994 году уезды Бэйлю и Гуйпин были преобразованы в городские уезды.
Постановлением Госсовета КНР от 27 октября 1995 года городские уезды Гуйган и Гуйпин, а также уезд Пиннань были выделены из округа Юйлинь в отдельный городской округ Гуйган.
Постановлением Госсовета КНР от 27 апреля 1997 года были расформированы округ Юйлинь и городской уезд Юйлинь, и образован городской округ Юйлинь; на территории бывшего городского уезда Юйлинь были образованы район городского подчинения Юйчжоу и уезд Синъе.
В июне 2013 года из района Юйчжоу был выделен район Фумянь.

## Административно-территориальное деление
Городской округ Юйлинь делится на 2 района, 1 городской уезд, 4 уезда:
| Карта                                           | Статус  | Название | Иероглифы    | Пиньинь | Население (2010) | Площадь (км²) |
| ----------------------------------------------- | ------- | -------- | ------------ | ------- | ---------------- | ------------- |
| Юйчжоу Фумянь Жунсянь Лучуань Бобай Синъе Бэйлю |         |          |              |         |                  |               |
| Район                                           | Юйчжоу  | 玉州区   | Yùzhōu qū    |         |                  |               |
| Район                                           | Фумянь  | 福绵区   | Fúmián qū    |         |                  |               |
| Городской уезд                                  | Бэйлю   | 北流市   | Běiliú shì   |         |                  |               |
| Уезд                                            | Жунсянь | 容县     | Róng xiàn    |         |                  |               |
| Уезд                                            | Лучуань | 陆川县   | Lùchuān xiàn |         |                  |               |
| Уезд                                            | Бобай   | 博白县   | Bóbái xiàn   |         |                  |               |
| Уезд                                            | Синъе   | 兴业县   | Xīngyè xiàn  |         |                  |               |

## Экономика

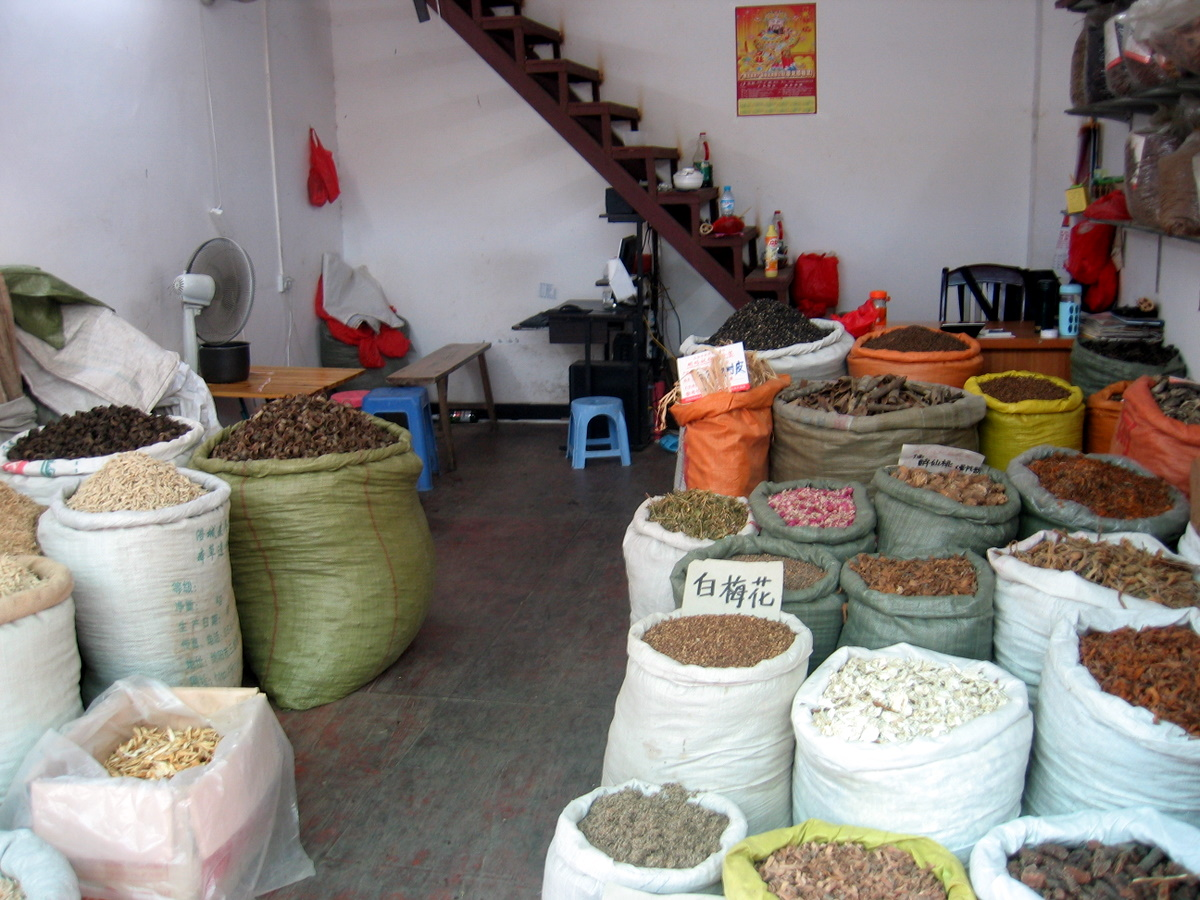
Рынок традиционной китайской медицины

Юйлинь является крупным центром фармацевтики и традиционной китайской медицины (выращивание и обработка лекарственного сырья, научные исследования и разработка новых препаратов, оптовая торговля и складская логистика). Он известен как «лекарственная столица южного Китая». Ежегодно в городе проводится Китайская (Юйлиньская) ярмарка традиционной китайской медицины.
Кроме того, Юйлинь известен как «столица специй Южного Китая». В промышленном парке Лучуань расположен Юйлиньский международный оптовый рынок специй. 80 % китайских и более 2/3 мировых специй распределяются в Юйлине. Город ежегодно продает 1 миллион тонн китайских лекарственных материалов (специй), сумма сделок составляет около 30 миллиардов юаней. Готовые специи экспортируются в США, Японию, Республику Корея, Вьетнам, Таиланд, Малайзию и другие страны.

## Транспорт

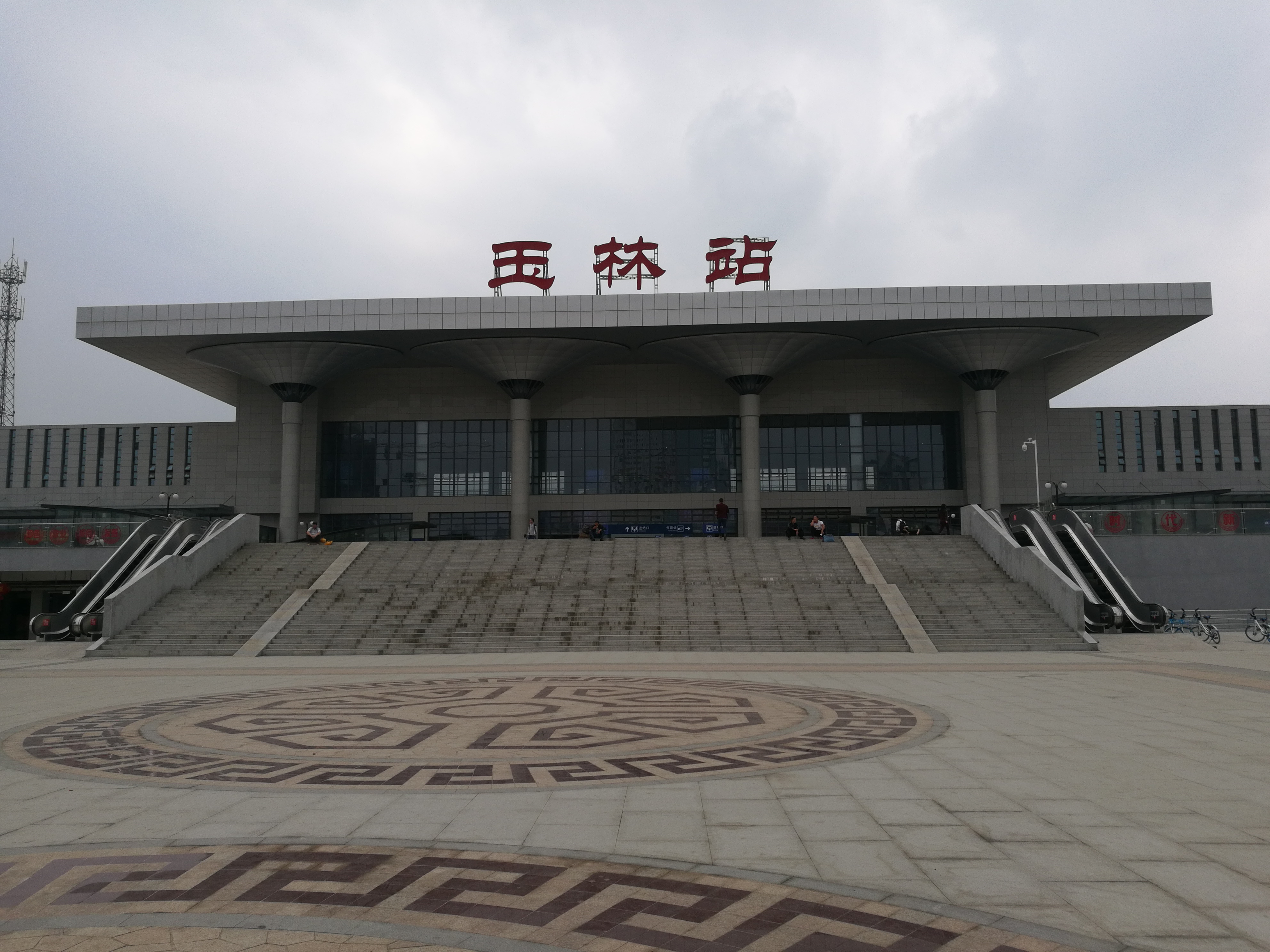
Железнодорожный вокзал

Через Юйлинь проходит высокоскоростная железная дорога Наньнин — Шэньчжэнь.

## Туризм
Юйлинь имеет красивые природные окрестности. Он знаменит множеством минеральных источников и одной из старейших и наиболее известных китайских пагод — Пагодой Шии (кит. 石嶷文塔).
Ежегодно летом проводится Юйлиньский фестиваль собачьего мяса.

## Образование
В округе расположен Юйлиньский педагогический университет.